# Chess Titans
Chess Titans(チェス・タイタン)はWindows Vista・Windows 7のHome Premium以上に搭載されているコンピュータゲームである。

## 概要
- チェスの対局を行う。CPUとの対局の他、同じマシンを操作する方法で多人数戦にも対応する。
- 画面はWindows Aeroで描画されており、ドラッグすることで盤面の回転が可能である。駒は立体的に表示される。